# Anumeta sabulosa
Anumeta sabulosa är en fjärilsart som beskrevs av Rothschild 1913. Anumeta sabulosa ingår i släktet Anumeta och familjen nattflyn. Inga underarter finns listade i Catalogue of Life.